# Host (программа)
host — утилита в UNIX-системах (DNS-клиент; аналог в Windows — nslookup), предназначенная для обращения и получения информации DNS-серверов. Позволяет задавать различные типы запросов к системе DNS.
Использование:
```
$
 
host
 
[
-aCdlnrTwv
]
 
[
-c
 
class
]
 
[
-N
 
ndots
]
 
[
-R
 
number
]
 
[
-t
 
type
]
 
[
-W
 
wait
]
 
[
-4
]
 
[
-6
]
 
[
 
-s
 
]
 
{
name
}
 
[
server
]

```

Параметр -t используется для указания типа DNS-записи:
- A — IP-адрес, соответствующий доменному имени.
- AAAA — адрес IPv6, соответствующий домену.
- CNAME — определяет псевдоним для домена.
- MX — почтовые сервера домена.
- NS — nameserver'ы домена.
- SRV — местоположение сервисов для домена.
- TXT — текстовая информация.